# 濑溪河
濑溪河，是中国长江流域的一条河流，汇入沱江，属于沱江水系。河长238千米，流域面积3260平方千米，年均流量31立方米每秒。自然落差177米。水能理论蕴藏量4万千瓦。